# Isaac Casaubon
Isaac Casaubon (Ginevra, 18 febbraio 1559 – Londra, 1º luglio 1614) è stato un filologo classico francese naturalizzato britannico.

## Biografia
Isaac Casaubon nacque a Ginevra ove si era rifugiata la famiglia, originaria del Delfinato, per sfuggire alle persecuzioni religiose che colpivano i calvinisti. Il padre, Arnaud Casaubon, rientrò in Francia a seguito dell'editto di Saint-Germain nel 1562; stabilitosi a Crest, fu ministro ugonotto e si prese carico dell'educazione del figlio Isaac. Questi apprese rapidamente il latino sì da parlarlo fluentemente già all'età di nove anni. A 19 anni lasciò la casa paterna, ove non aveva avuto sin allora altro precettore che il padre, e tornò a Ginevra per seguire le lezioni di giurisprudenza, teologia e lingue orientali. Nel 1582 gli fu affidato presso la medesima Università l'insegnamento di greco, in sostituzione del suo maestro François Portus morto l'anno precedente.
Sposò Florence, la figlia del celebre stampatore Henri Estienne. Curò, per la stamperia di famiglia, numerose edizioni di classici latini e greci con traduzioni, note e commenti. Ben presto, nel 1596, il suo carattere inquieto e le difficoltà nei rapporti col suocero indussero Casaubon ad accettare un incarico di insegnamento presso l'Università di Montpellier, con i titoli di conseiller du roi e di professeur stipendié aux langues et bonnes lettres. Nel frattempo, però, Casaubon aveva già avviato solidi rapporti, per lo più epistolari, con alcuni degli uomini più influenti nell'Europa letteraria dell'epoca: tra gli altri, Giuseppe Giusto Scaligero a Leida, ma anche il potente maestro della Bibliothèque du Roi, Jacques-Auguste de Thou, a Parigi. A Montpellier Casaubon si trattenne solo due anni: nel 1598 era a Lione, presso il surintendant de la justice Méric de Vicq, con l'ausilio del quale visitò Parigi e fu introdotto presso il re Enrico IV di Francia. Il sovrano era in quel momento impegnato in un progetto di rinascita dell'Università di Parigi, che era stata travolta dalle guerre di religione: l'arrivo di Casaubon rappresentò dunque per lui un'ottima occasione per rinvigorire gli studi di greco. A ciò giovarono certamente i buoni uffici di de Thou, oltre che di de Vicq. Così, nel gennaio 1599 ricevette un incarico per trasferirsi a Parigi: ma Casaubon prese tempo e si trattenne ancora un anno a Lione.
A Parigi Casaubon fu coinvolto nella cosiddetta conferenza di Fontainebleau, una disputa fra Philippe Duplessis-Mornay ed il cardinale Jacques du Perron, schierandosi con Duperron contro Duplessis su punti significativi della dottrina. Ciò causò la nascita di forti sospetti contro Casaubon all'interno del partito ugonotto francese, poiché si cominciò a temere che egli meditasse l'abiura. I sospetti divennero tanto più forti quando uno dei figli di Casaubon abbracciò il cattolicesimo e prese i voti, con il sostanziale consenso del padre. Del resto già Canaye du Fresne, amico e patrono di Casaubon, aveva abiurato. Lo studioso ginevrino fu perciò fatto oggetto di interessi e speranze sia da parte cattolica che da parte protestante, sebbene egli si spostasse sempre più su posizioni intermedie fra il calvinismo e l'ultramontanismo.
Il progetto regio di affidare un incarico di insegnamento al protestante Casaubon dovette venir meno anche a seguito delle resistenze di parte cattolica contro tale possibilità. Nondimeno, una posizione ufficiale gli fu garantita dalla morte del vicebibliotecario Jean Gosselin, che Casaubon sostituì nel 1604, con un ragguardevole stipendio. La permanenza a Parigi durò fino al 1610: questo periodo fu piuttosto propizio, giacché gli era garantita libertà di culto ma anche una posizione agevole per attendere ai propri studi in contatto con tutta la società delle lettere, francese e internazionale. Un'ampia quantità di libri a stampa e manoscritti gli fu accessibile grazie alla biblioteca regia. Tuttavia, i contrasti fra ugonotti e cattolici, e le invidie suscitate dal carattere difficile di Casaubon indussero lo studioso a rimeditare sulla propria permanenza in Francia; lo stesso sovrano, che si era convertito al cattolicesimo pur di salire al trono, tentò più volte vanamente di convertire Casaubon, suscitando i sospetti dei teologi ugonotti.

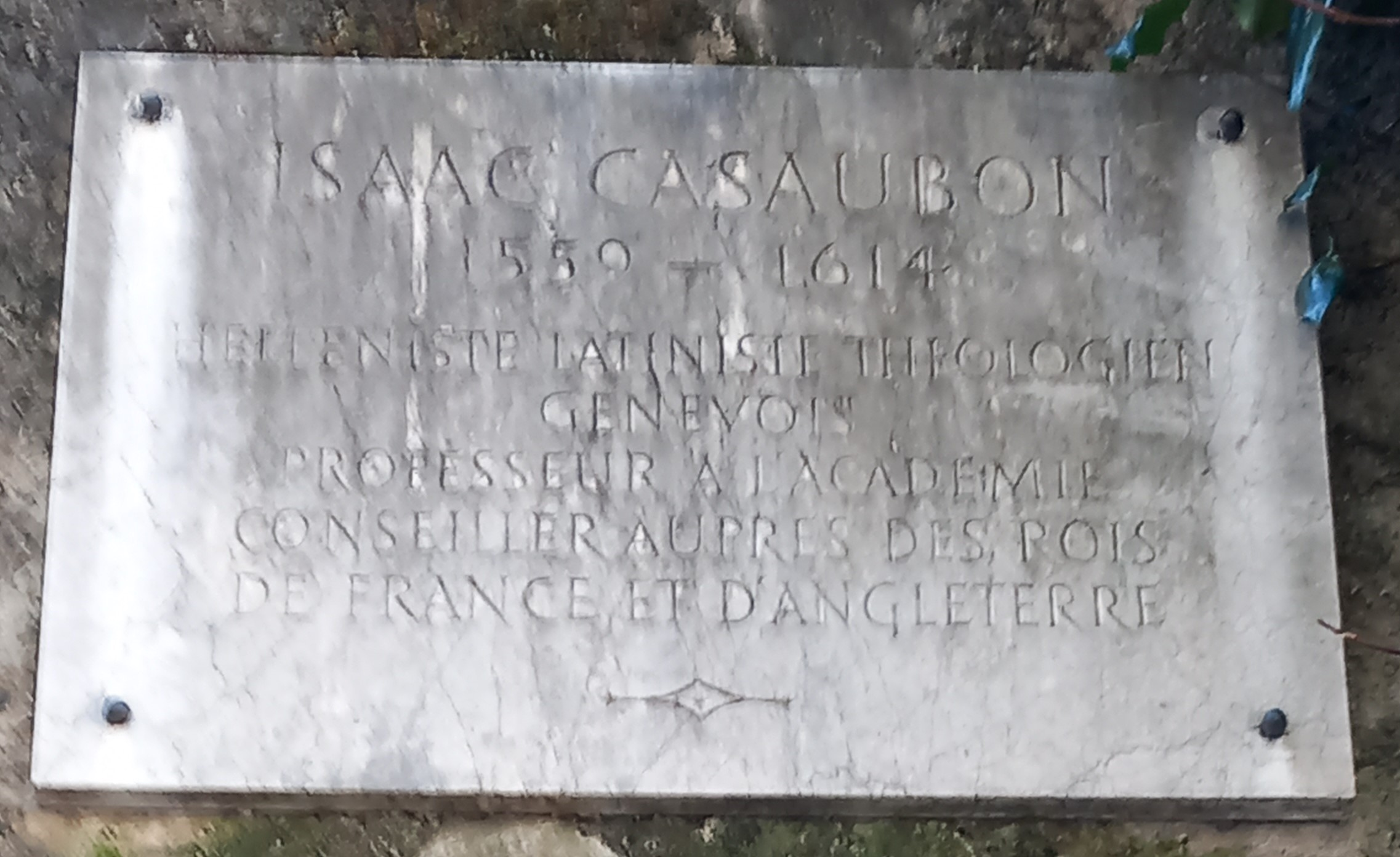
Passaggio Isaac Casaubon a Ginevra

La situazione precipitò a seguito dell'attentato di Enrico IV, nel 1610. Casaubon ricevette numerosi segnali di disponibilità dall'Inghilterra e alla fine scelse di seguire Henry Wotton, ambasciatore straordinario di Giacomo I d'Inghilterra, approfittando di un invito inviatogli da Richard Bancroft, arcivescovo di Canterbury. L'accoglienza ricevuta oltre Manica fu molto sontuosa: gli furono assegnate due prebende, una a Canterbury, l'altra a Westminster. Anche in Inghilterra lo seguirono le polemiche religiose: Pierre Du Moulin, pastore della Chiesa ugonotta a Parigi, scrisse al vescovo di Bath accusando Casaubon di avere propensioni papiste e di non essere legato alla Riforma che per pochi punti dottrinali; la minaccia sottesa era che un'eventuale conversione di Casaubon avrebbe creato un gravissimo danno di immagine per l'intero partito riformato per via del grande prestigio che egli aveva in tutta Europa. Nondimeno, le posizioni di mediazione che Casaubon professava su un piano religioso ben si accordarono con l'orientamento che in quel momento dominava nella Chiesa anglicana.
La sosta in Inghilterra doveva essere inizialmente temporanea. La reggente del trono francese, Maria de' Medici, per evitare di perdere Casaubon, proibì che la sua biblioteca, rimasta a Parigi, gli fosse inviata a Londra: si richiese un intervento del sovrano inglese per consentire alla moglie di Casaubon di portare in Inghilterra almeno una parte dei libri di cui il marito aveva bisogno. La vita a Londra fu colma di successi, ma anche di invidie e gelosie, sì che egli fu perfino fatto oggetto di aggressioni. L'ultimo periodo della vita di Casaubon fu speso nella confutazione degli Annales di Cesare Baronio, impresa nella quale egli consumò fin le sue ultime forze. La morte lo colse nel 1614 a Londra e fu sepolto nell'Abbazia di Westminster.

## Opere
Oltre alle edizioni già menzionate, Casaubon aveva commentato edizioni di Persio, Svetonio, Eschilo, e di scrittori della Storia Augusta, mentre l'edizione di Polibio, a cui aveva dedicato molto impegno, rimase incompiuta, e se la sua opera più ambiziosa rimane il commento ai Deipnosofisti di Ateneo di Naucrati, il suo "Teofrasto" rappresenta forse l'eccellenza tra i suoi lavori di commentatore. Il suo ultimo lavoro, commissionatogli prima di morire dal re Giacomo I, fu la critica agli Annales Ecclesiastici di Cesare Baronio. Pur trattandosi solo di un'introduzione alla critica globale che si era proposto di intraprendere, nel suo pur breve De rebus sacris et ecclesiasticis exercitationes XVI, egli sferrò un attacco diretto alle tesi del Baronio mettendone in evidenza la carenza delle fonti e lo scarso lavoro di critica linguistica. In particolare il Casaubon dimostrò in maniera convincente e definitiva che gli scritti appartenenti al cosiddetto Corpus Hermeticum e attribuiti ad Ermete Trismegisto, non risalivano ad un’epoca egiziana coeva o precedente quella mosaica, ma erano opera di un sincretismo gnostico-ebraico con influenze iraniche di autori molto più tardi (I-II sec. d.c.)
La sua corrispondenza in latino fu rassemblata da Theodoor van Almeloveen Jansson (Rotterdam, 1709), che procedette alla raccolta e scrisse la sua biografia. All'epoca di tale stesura, l'editore olandese era tuttavia a conoscenza solo di estratti del suo diario personale (Efemeridi), il cui manoscritto, conservato nella biblioteca del capitolo di Canterbury, fu pubblicato solo nel 1850. Esso rappresenta il documento più completo su quello che poteva essere la vita quotidiana di uno studioso del XVI secolo..
- Animadversionum in Athenaei dipnosophistas, Lione, Antone de Harsy, 1600
- Historiae Avgvstae Scriptores Sex. Aelius Spartianus, Iulius Capitolinus, Aelius Lampridius, Vulcatius Gallicanus, Trebellius Pollio, & Flauius Vopiscus. Isaacvs Casavbonvs ex vett. libris recensuit : idemque librum adiecit emendationvm ac notarvm, Paris, Drouart, 1603
- De satyrica graecorum poesi et romanorum satira libri duo, Paris, Drouart, 1605
- Auli Persii Flacci Satirarum Liber. Isaacus Casaubonus Recensuit, & Commentario Libro Illustravit. Ad Virum Amplissimum D. Achillem Harlaeum Senatus Principem, Paris, Drouart, 16051, 16152
- Misoponeri Satyricon. Cum notis aliquot ad obscuriora prosae loca et Graecorum interpretatione. Lugduni Batavorum, Sebastianum Wolzium, 1617
- (LA) Isaac Casaubon, De Rebus sacris et ecclesiasticis exercitationes XVI, Genevae, Sumptibus Ioannis Antonii & Samuelis De Tournes, 1663. URL consultato il 17 settembre 2019.

## Curiosità
- Casaubon è il cognome del personaggio principale del romanzo di Umberto Eco Il pendolo di Foucault.
- Casaubon è il cognome del marito di Dorothea Brooke, protagonista del romanzo Middlemarch di George Eliot.